# Zeatine
Zeatine is een natuurlijk cytokinine, een plantenhormoon dat wat structuur betreft is af te leiden van adenine (een purine). Zeatine werd voor het eerst geïsoleerd uit mais (Zea mays).
Zeatine wordt in de landbouw gebruikt als plantengroeiregelaar. In aanwezigheid van een auxine bevordert zeatine de celdeling, de vorming van callus, de vorming scheuten en knoppen, en de ontwikkeling van stampers bij bloemen. Het kan de bladeren van groenten langer groen laten blijven.
Evenals kinetine, blijkt zeatine bij in-vitroproeven verouderingsverschijnselen in fibroblasten van de menselijke huid te kunnen vertragen.